# Andy Gätjen
Andreas Thomas „Andy“ Gätjen (* 16. Oktober 1973 in Phoenix, Arizona) ist ein US-amerikanisch-deutscher Schauspieler.

## Leben
Andy Gätjen absolvierte seine Ausbildung in der Webber Douglas Academy of Dramatic Art in London. Er ist der Bruder des Fernsehmoderators Steven Gätjen.
Seit Anfang der 2000er Jahre spielt er sowohl in US-amerikanischen als auch in deutschen Fernsehserien mit. Zwischen 2007 und 2021 war er in der Krimireihe Der Kommissar und das Meer als Kommissar Thomas Wittberg zu sehen.
Gätjen wohnt in Hamburg.

## Filmografie (Auswahl)
- 2000: The Bill (Fernsehserie, Folge 16x76)
- 2001: Lexx – The Dark Zone (Lexx, Fernsehserie, Folge 4x01)
- 2002: Alias – Die Agentin (Alias, Fernsehserie, Folge 2x09)
- 2003: P.O.W. (Fernsehreihe-Pilotfilm)
- 2004: U-Boat (In Enemy Hands)
- 2004: Stauffenberg
- 2004: Beyond the Sea – Musik war sein Leben (Beyond the Sea)
- 2005: Die Mandantin (Fernsehfilm)
- 2005: Unter anderen Umständen
- 2006: SK Kölsch (Fernsehserie, Folge 7x12)
- 2006: Schuld und Unschuld (2-teiliger Fernsehfilm)
- 2007–2021: Der Kommissar und das Meer (Fernsehreihe) → siehe Episodenliste
- 2008: Operation Walküre – Das Stauffenberg-Attentat (Valkyrie)
- 2009: Die Gräfin
- 2010: Es war einer von uns (Fernsehfilm)
- 2011, 2014: SOKO Wismar (Fernsehserie, Folge 7x14, 10x21)
- 2012: Die Holzbaronin (Fernsehfilm)
- 2013: Küstenwache (Fernsehserie, Folge 16x06)
- 2015: Notruf Hafenkante (Fernsehserie, Folge Außer Kontrolle)
- 2016: In aller Freundschaft – Die jungen Ärzte (Fernsehserie, Folge Gewissensentscheidung)
- 2018: Sarah Kohr – Mord im Alten Land
- 2019: Rote Rosen (Telenovela)
- 2020: Ein Tisch in der Provence: Ärztin wider Willen
- 2020: Ein Tisch in der Provence: Hoffnung auf Heilung
- 2021: Unter anderen Umständen: Für immer und ewig
- 2021: Morden im Norden: Bilder des Todes
- 2022: Die Toten vom Bodensee – Das zweite Gesicht (Fernsehreihe)
- 2022: Trügerische Sicherheit